# Моральна стійкість
Стійкість (Витривалість, Сила духу) — (лат. Fortitudo) — моральна якість та одна з чотирьох кардинальних чеснот (за схемою Платона, Святого Амвросія та Томи Аквінського), виявляється у незламності та силі духу людини, групи, народу або держави.

## Християнська концепція про стійкість
Історія святого Йова показує, що страждання можуть бути саме божественним методом для того, щоб перевірити стійкість духу і непохитну віру.

## Стійкість держави і народу
Стійкість окремих складових моральних відносин знаходить відображення у звичаях, традиціях, ритуалах тощо. Моральна стійкість — природний ворог страху. Найважливішим джерелом високого морального стану є впевненість та оптимізм.

### Мовна стійкість
Див. Мовна стійкість
Мовна стабільність і мовна стійкість народу — різні речі. Втративши свою мовну стабільність, народ завдяки мовній стійкості може поступово повернути й свою мовну стабільність, навіть зміцнити її. Втративши мовну стабільність і не маючи або не виробивши мовної стійкості, народ може втратити навіть найста-більнішу і найвпливовішу, найпоширенішу свого часу у світі мову, про що свідчать долі таких колись поширених світових мов, як давньо-єгипетська, шумерська, аккадська (ассиро-вавилонська), хетська, що стали мертвими і тепер відомі лише з пам'яток. Свого часу академік НАН України Булаховський Леонід Арсенійович порівнював мови з валютою, оскільки оцінка мов за критерієм поширеності скидається на курс валют на світовому ринку. Зважаючи на це порівняння, можна сказати, що мовна стійкість народу, який випробовується на міцність, є начебто квінтесенцією мовної стабільності, її запорукою. Це той скарб, той золотий фонд, який, урештірешт, гарантує стабільність валюти.
Мовну стійкість народу живлять чотири головні джерела, що становлять доконечні умови його національного існування:
- національна традиція (історична пам'ять);
- національна свідомість та солідарність, що мають становити взаємопов'язану нерозривну пару;
- національна культура, духовна і матеріальна;
- національний мир і співробітництво з іншими етносами, що живуть на території відповідного народу, а також з іншими народами світу.

Щоб показати ворогові стійкість духу римлян, Гай Муцій сам поклав праву руку на вогонь світильника і спалив її, не вимовивши ні звуку. Приголомшені етруски відпустили Муція і зняли облогу. Пізніше на честь воєнних перемог Риму влаштовували грандіозні тріумфи, а полководці ставали об'єктом культу. Римський народ вважав себе обраним, а свою державу — однією з найвищих цінностей. На етапі імперії сформувався культ імператора як живого бога.

## Символи стійкості
- Геркулес
- Шкіра лева